# オリンパス E-450

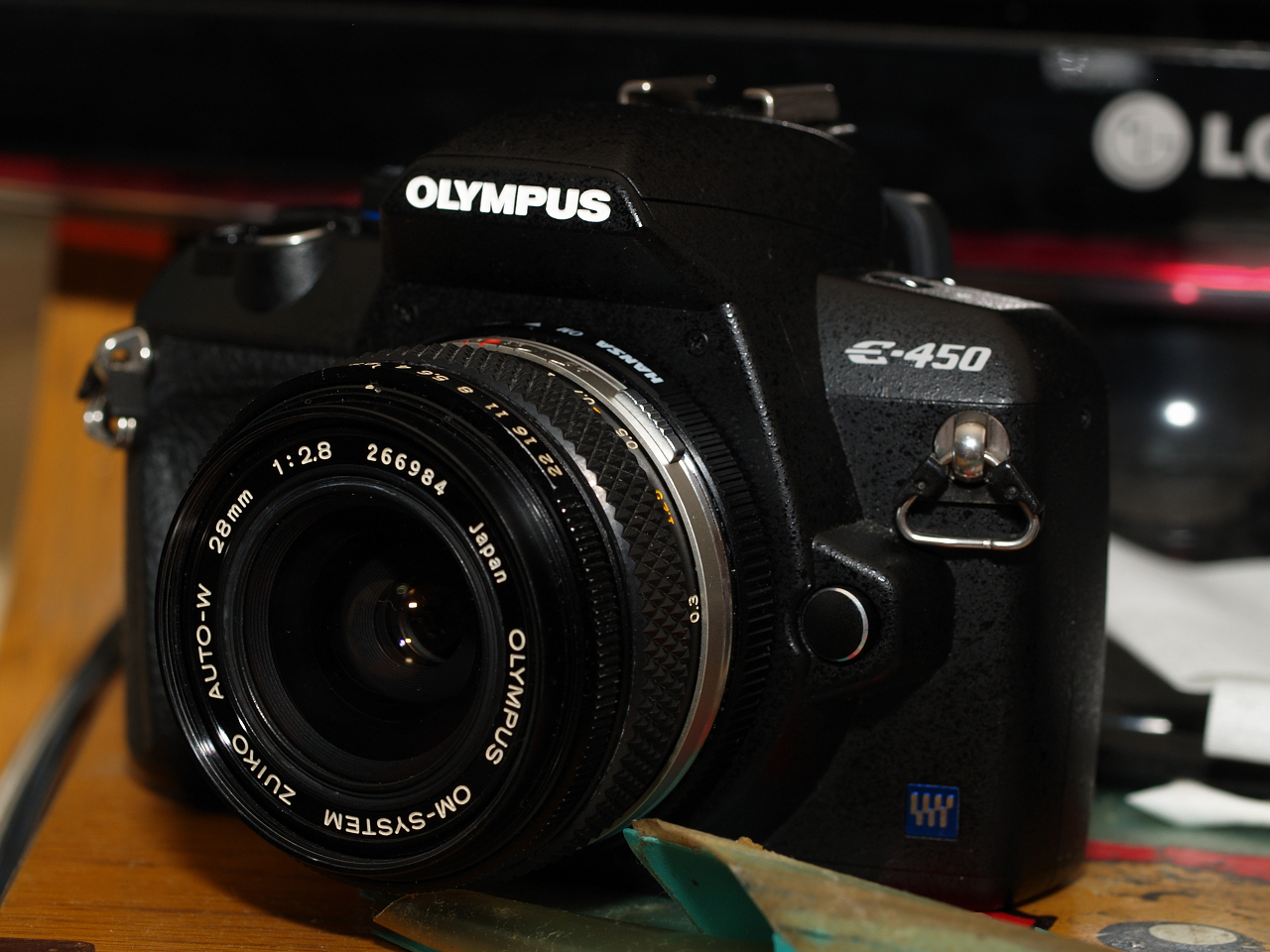
オリンパス E-450

オリンパス E-450は、オリンパス社のオリンパスE-システムの一眼レフデジタルカメラ。フォーサーズ・システムを採用している。

## 概要
画素数など基本的なスペックはE-420を受け継いでいるが、画像処理エンジンが「TruePic III」からE-30やE-620と同じ「TruePic III+」となり、両機種の特徴であるアートフィルターを装備している。ただし、6種類から選べたE-30およびE-620に対し、E-450に搭載するアートフィルターは、Pop Art、Soft Focus（日本仕様では「ファンタジックフォーカス」）、Pin Hole（日本仕様では「トイフォト」）の3種類となっている。2009年5月15日に欧州限定発売、日本未発売でE-400、E-600同様日本国内では滅多に出回らない。

## 仕様
| モデル              | E-450 |
| ------------------- | --- |
| 撮像素子            | 4/3型LiveMosセンサー 17.3×13.0mm |
| 有効画素数          | 1000万画素 |
| レンズマウント      | フォーサーズシステム・マウント |
| AF方式              | TTL位相差検出方式 ハイスピードイメージャ(コントラスト検出方式/ライブビュー時限定) ハイブリッドAF(コントラスト検出・TTL位相差検出併用/ハイスピードイメージャAFが対応していないレンズでライブビュー時) |
| 測距点              | 3点(位相差AF・ハイブリッドAF)・11点(ハイスピードイメージャAF) |
| 測光方式            | TTL開放測光、49分割デジタルESP測光、中央重点平均測光、スポット測光、スポット測光ハイライト/シャドーコントロール                                                                                      |
| フォーカスモード    | シングルAF / コンティニュアスAF / MF / シングルAF+MF /コンティニュアスAF+MF |
| 連続撮影            | 約3.5コマ/秒・8コマまで(RAW)、容量いっぱいまで(JPG) |
| ISO感度             | AUTO / 100 / 200 / 400 / 800 / 1600 |
| ホワイトバランス    | オート / プリセット 3000-7500k / カスタム / ワンタッチ |
| シャッター速度      | 60秒～1/4000秒（Mモード）、バルブ（30分） |
| ファインダー        | アイレベル一眼レフ方式 視野率約95%・倍率0.92倍・プレビュー可 |
| 液晶モニタ          | 2.7型ハイパークリスタルII液晶(半透過型TFTカラー液晶)・23万画素 |
| 記録媒体            | CFカードType I/II、マイクロドライブ対応、xDピクチャーカード |
| 電源                | 専用リチウムイオン電池 BLS-1 |
| 本体サイズ（W×H×D） | 129.5(W)×91(H)×53(D)mm |
| 質量（本体のみ）    | 約380g |